# "Weird Al" Yankovic Live!
"Weird Al" Yankovic Live! è una pubblicazione in VHS del concerto live di "Weird Al" Yankovic avvenuto il 2 ottobre 1999 al Marin Country Civic Center, a San Rafael, California. Il VHS includeva anche due video delle canzoni The Saga Begins e It's All About the Pentiums, mentre l'edizione in DVD contiene anche alcuni clip di Al TV e ventisette foto.

## Tracce

### Video concerto
1. Gump - 2:21
2. Polka Power! - 4:57
3. Jerry Springer - 3:10
4. My Baby's In Love with Eddie Vedder - 3:33
5. The Night Santa Went Crazy - 4:20
6. Dare to Be Stupid - 3:42
7. It's All About the Pentiums - 3:39
8. Germs - 6:54
9. One More Minute - 3:55
10. Like a Surgeon - 4:01
11. Medley - 9:40 (Include: Pretty Fly for a Rabbi, Another One Rides the Bus, I Love Rocky Road, Achy Breaky Song, Jurassic Park, Grapefruit Diet, I Lost on Jeopardy, Eat It)
12. Smells Like Nirvana - 3:39
13. Bedrock Anthem - 3:51
14. Amish Paradise - 3:24
15. Fat - 6:23
16. The Saga Begins - 6:15
17. Yoda - 6:23

### Video musicali
1. The Saga Begins
2. It's All About the Pentiums